# Fender Mustang Bass
Il Fender Mustang Bass è un modello di basso elettrico prodotto dalla Fender. Il modello Mustang Bass è stato introdotto nel 1964.
IL Mustang Bass ha una scala – distanza tra il ponte e il capotasto – da 30 pollici (circa 76,2 cm), un singolo split pick-up (simile a quello del Precision Bass), una manopola del volume e una del tono. I colori standard sono il rosso e il bianco.